# Andrzej Dzięga

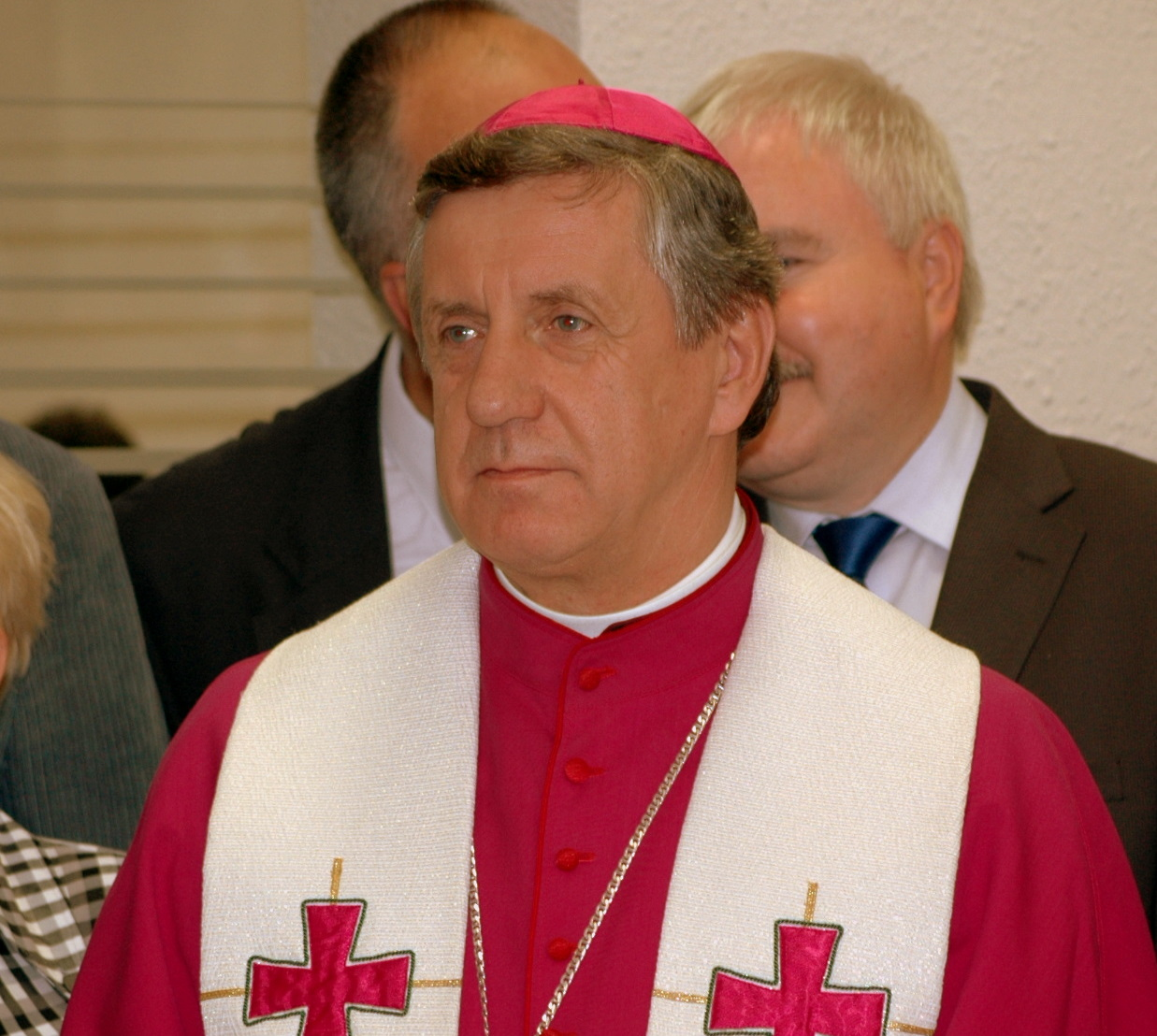
Erzbischof Andrzej Dzięga im September 2009

Erzbischofswappen

Andrzej Dzięga (* 14. Dezember 1952 in Radzyń Podlaski, Polen) ist ein polnischer Geistlicher und emeritierter römisch-katholischer Erzbischof von Stettin-Cammin.

## Leben
Nach Grundschule und Gymnasium besuchte Dzięga das Priesterseminar in Siedlce. Am 11. Juni 1977 empfing er von Bischof Jan Mazur das Sakrament der Priesterweihe. Nach Jahren in der Gemeindeseelsorge studierte er Kanonisches Recht an der Katholischen Universität Lublin und wurde 1988 promoviert. Neben seiner Tätigkeit an der Universität war er Richter am Konsistorium der Diözese Siedlce und ab 1993 Offizial des 1991 neu gegründeten Bistums Drohiczyn. Von 1989 bis 1991 war er Vize-Postulator im Seligsprechungsverfahren für die Märtyrer von Podlachien.
1995 habilitierte er sich in Lublin mit einer Arbeit über Ehenichtigkeitsverfahren. 1998 wurde er zum Professor für Kirchenrecht ernannt.
Am 7. Oktober 2002 ernannte ihn Papst Johannes Paul II. zum Bischof von Sandomierz. Die Bischofsweihe empfing er am 24. November 2002 vom Apostolischen Nuntius in Polen, Erzbischof Józef Kowalczyk; Mitkonsekratoren waren der Erzbischof von Lublin, Józef Zycinski, und sein Vorgänger in Sandomierz, Wacław Świerzawski.
Am 21. Februar 2009 ernannte Papst Benedikt XVI. Dzięga zum Erzbischof von Stettin-Cammin. Die Amtseinführung erfolgte am 4. April 2009 in der Jakobskathedrale Stettin.
Im Frühjahr 2020 rief Dzięga eine Welle der öffentlichen Kritik hervor, als er behauptete, Weihwasser schütze vor der Ansteckung durch COVID-19. Auch bedeute die in Polen übliche traditionelle Mundkommunion kein Ansteckungsrisiko. Auch wurde ihm vorgeworfen, die Ermittlungen gegen einen vieler pädophiler Straftaten beschuldigten Priester aus der Diözesanverwaltung verschleppt zu haben, da dieser erfolgreich Spenden sowie öffentliche Gelder akquiriert hatte.
Am 24. Februar 2024 nahm Papst Franziskus seinen vorzeitigen Rücktritt an. Als Grund wurden zunächst Gesundheitsprobleme Dzięgas angegeben. Die Apostolische Nuntiatur in Warschau teilte indes in einem ungewöhnlichen Schritt wenig später mit, dass der Grund für die Ablösung Dzięgas in „Nachlässigkeiten bei der Leitung der Erzdiözese“ zu suchen sei.

## Wappen und Wahlspruch
Der Wappenschild, dreigeteilt, zeigt in Feld 1 silber/weiß auf rotem Grund eine Taube (Symbol des Heiligen Geistes), in Feld 2 vier silberne Lilien auf blauem Grund (Symbol für Maria), die Lilien stehen hier für die vier Teile des Rosenkranzes. Feld 3 zeigt ein rotes Kreuz umgeben von einem Siegeskranz auf goldenem Grund. Das Kreuz als Symbol für Jesus Christus, Herr und Erlöser (Dominus Jesus), im Siegeskranz, zweigeteilt, ein Eichenzweig (Macht und Stärke) und ein Lorbeerzweig (Ruhm und Unsterblichkeit). Der goldene Grund symbolisiert die Sonne des Ostermorgens.
Das Wappen führt er unverändert weiter, tauschte nur hinter dem Wappenschild das Kreuz des Bischofs gegen das Doppelkreuz des Erzbischofs aus; darüber den grünen Galero mit nun je zehn herunterhängenden Quasten. Darunter sein Wahlspruch DOMINUS JESUS („Jesus ist der Herr“) ist den Geistesgaben aus dem 1. Brief des Paulus an die Korinther (1 Kor 12,3 ) entnommen.